# Comuna de Skoroszyce
Skoroszyce (polaco: Gmina Skoroszyce) é uma gminy (comuna) na Polónia, na voivodia de Opole e no condado de Nyski. A sede do condado é a cidade de Skoroszyce.
De acordo com os censos de 2004, a comuna tem 6526 habitantes, com uma densidade 63 hab/km².

## Área
Estende-se por uma área de 103,61 km², incluindo:
- área agrícola: 87%
- área florestal: 4%

## Demografia
Dados de 30 de Junho 2004:
|                      | Total   | Total | Mulheres | Mulheres | Homens  | Homens |
| -------------------- | ------- | ----- | -------- | -------- | ------- | ------ |
|                      | pessoas | %     | pessoas  | %        | pessoas | %      |
| População            | 6526    | 100   | 3249     | 49,8     | 3277    | 50,2   |
| Densidade (pop./km²) | 63      | 100   | 31,4     | 31,4     | 31,6    | 31,6   |

De acordo com dados de 2002, o rendimento médio per capita ascendia a 1274,21 zł.

## Subdivisões
- Brzeziny, Czarnolas, Chróścina, Giełczyce, Mroczkowa, Makowice, Pniewie, Sidzina, Skoroszyce, Stary Grodków.

## Comunas vizinhas
- Grodków, Łambinowice, Niemodlin, Pakosławice